# Ceraspis burmeisteri
Ceraspis burmeisteri är en skalbaggsart som beskrevs av Frey 1962. Ceraspis burmeisteri ingår i släktet Ceraspis och familjen Melolonthidae. Inga underarter finns listade i Catalogue of Life.